# Elapsoidea
Genre
Elapsoidea est un genre de serpents de la famille des Elapidae.

## Répartition
Les espèces de ce genre se rencontrent en Afrique subsaharienne.

## Liste des espèces
Selon The Reptile Database (4 janvier 2013) :
- Elapsoidea boulengeri Boettger, 1895
- Elapsoidea broadleyi Jakobsen, 1997
- Elapsoidea chelazziorum Lanza, 1979
- Elapsoidea guentherii Bocage, 1866
- Elapsoidea laticincta (Werner, 1919)
- Elapsoidea loveridgei Parker, 1949
- Elapsoidea nigra Günther, 1888
- Elapsoidea semiannulata Bocage, 1882
- Elapsoidea sundevallii (Smith, 1848)
- Elapsoidea trapei Mane, 1999

## Publication originale
- Bocage, 1866 : Lista dos reptis das possessões portuguezas d'Africa occidental que existem no Museu Lisboa. Jornal de sciencias mathematicas, physicas e naturaes, vol. 1, p. 37-56 (texte intégral) ; et son adaptation en français Reptiles nouveaux ou peu connus recueillis dans les possessions portugaises de l'Afrique occidentale, qui se trouvent au Muséum de Lisbonne. Jornal de sciencias mathematicas, physicas e naturaes, vol. 1, p. 57-78 (texte intégral).